# Шакја
Шакја (санскрт) или Сакја (пали) је било индоаријско племе организовано у малу републику која се простирала у подножју Хималаја, с обе стране данашње границе Непала и Индије. Позната је као постојбина Готаме Буде, који је назван мудрац из Шакје (Шакјамуни). 
Племе Шакја је живело на подручју уз реку Рохни која тече јужним падинама Хималаја. Престоница Шакје је био Капилавасту (пали: Kapilavatthu). Власт у држави је имала скупштина (сангха) стараца, односно савет угледних домаћина, можда одабраних на основу своје животне доби или социјалног статуса. Послови владе вођени су у Сабору (сантагара) у Капилавастуу. По свему судећи, међу њима је у знатном степену била заступљена ендогамија, иако су вероватно склапали бракове и са Колијанима, припадницима суседног племена. Република Шакја још увек није била браманизована. Многи припадници племена Сакја су приступили будистичком реду (сангха) када се Буда вратио у Капилавасту након што је достигао просветљење. Међу њима је био и берберин Упали, који се заредио први, те је тако теоретски постао старешина онима који су му раније били претпостављени на друштвеној лествици (Вин., II, pp. 181. ф.). 
Видудабха, син краља Косале Пасенадија и девојке из племена Шакја која му је била представљена као принцеза, а у ствари је била робиња, успео је да пред крај Будиног живота збаци свог оца са престола и прогласи се за владара. Када је касније сазнао да је заправо син робиње, огорчен на Шакје због преваре, организовао је војни поход и после великог масакра припојио њихову територију краљевству Косала. Тиме је окончана независност Будине постојбине.